# Santa Mónica Ozumbilla
Santa Mónica Ozumbilla es una localidad del estado mexicano de Guanajuato. Es parte del municipio de Yuriria.

## Toponimia
El nombre «Santa Mónica» hace referencia a la santa patrona de la localidad: Mónica de Hipona. El nombre «Ozumbilla» proviene del náhuatl, su significado es «lugar entre cuevas».

## Demografía
| Gráfica de evolución demográfica |
|                                  |

| Censo | Población |
| ----- | --------- |
| 1900  | 544       |
| 1910  | 586       |
| 1921  | 546       |
| 1930  | 519       |
| 1940  | 732       |
| 1950  | 787       |
| 1960  | 901       |
| 1970  | 1 077     |
| 1980  | 1 428     |
| 1990  | 1 594     |
| 2000  | 1 667     |
| 2010  | 1 586     |
| 2020  | 1 273     |